# عصمت رمضان
عصمت رمضان (18 مارس 1998 ببازارجيك في بلغاريا - ) هو لاعب كرة قدم بلغاري في مركز الهجوم. لعب مع نادي بوتيف بلوفديف.

## وصلات خارجية
- عصمت رمضان على موقع قاعدة بيانات كرة القدم.إي يو (الإنجليزية)
- عصمت رمضان على موقع Soccerway.com (الإنجليزية)